# Cu rốc Đài Loan
Cu rốc Đài Loan, tên khoa học Megalaima nuchalis, là một loài chim trong họ Megalaimidae. Chúng là loài đặc hữu ở đảo Đài Loan.

## Hình ảnh

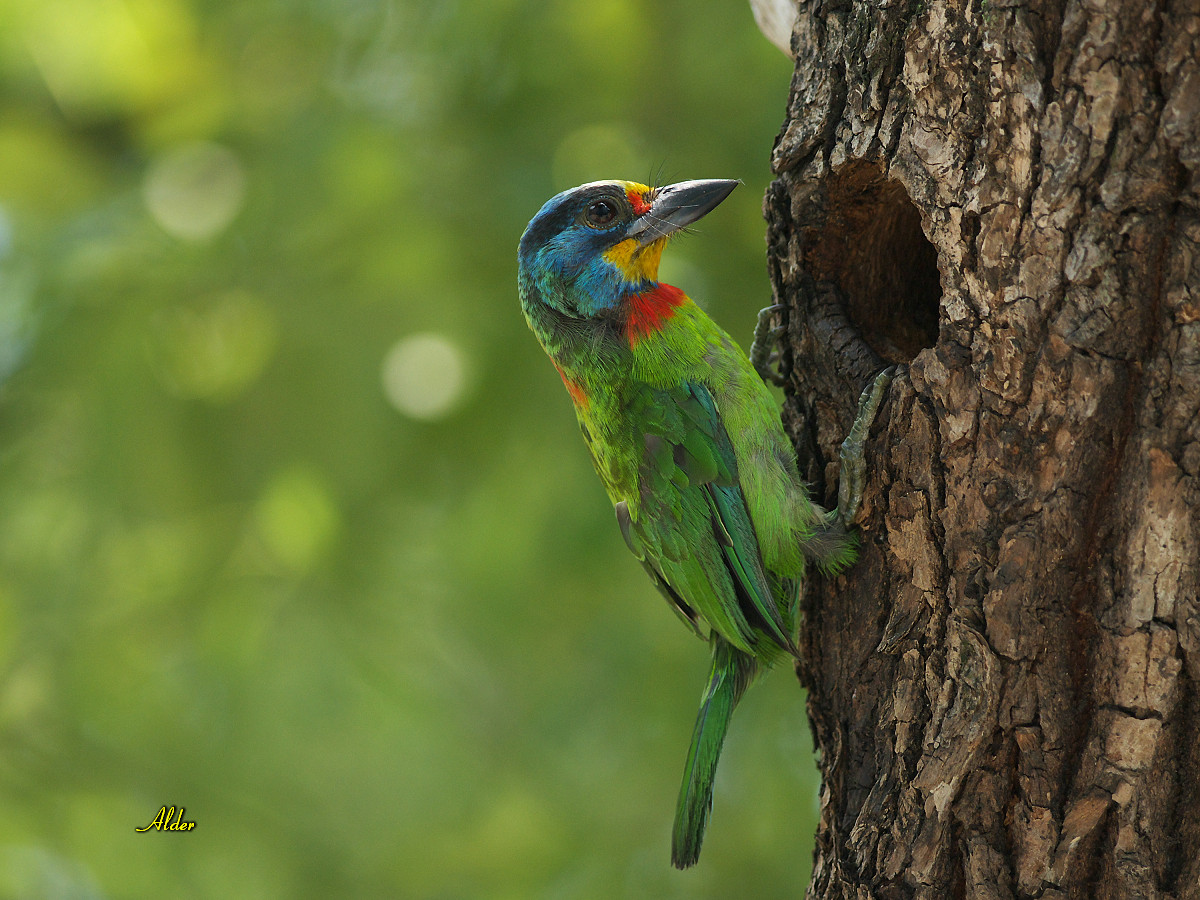
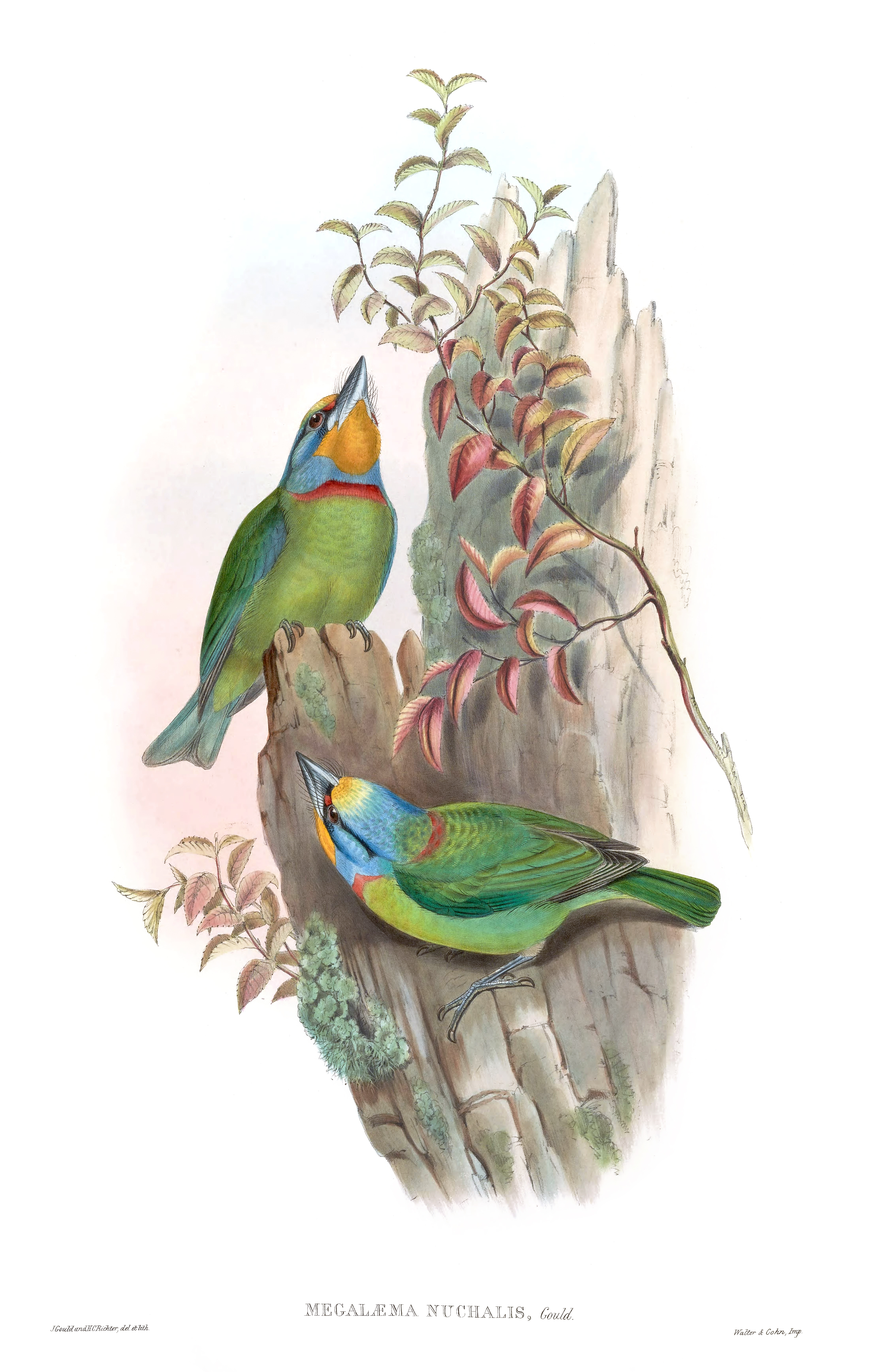